# Eliscì

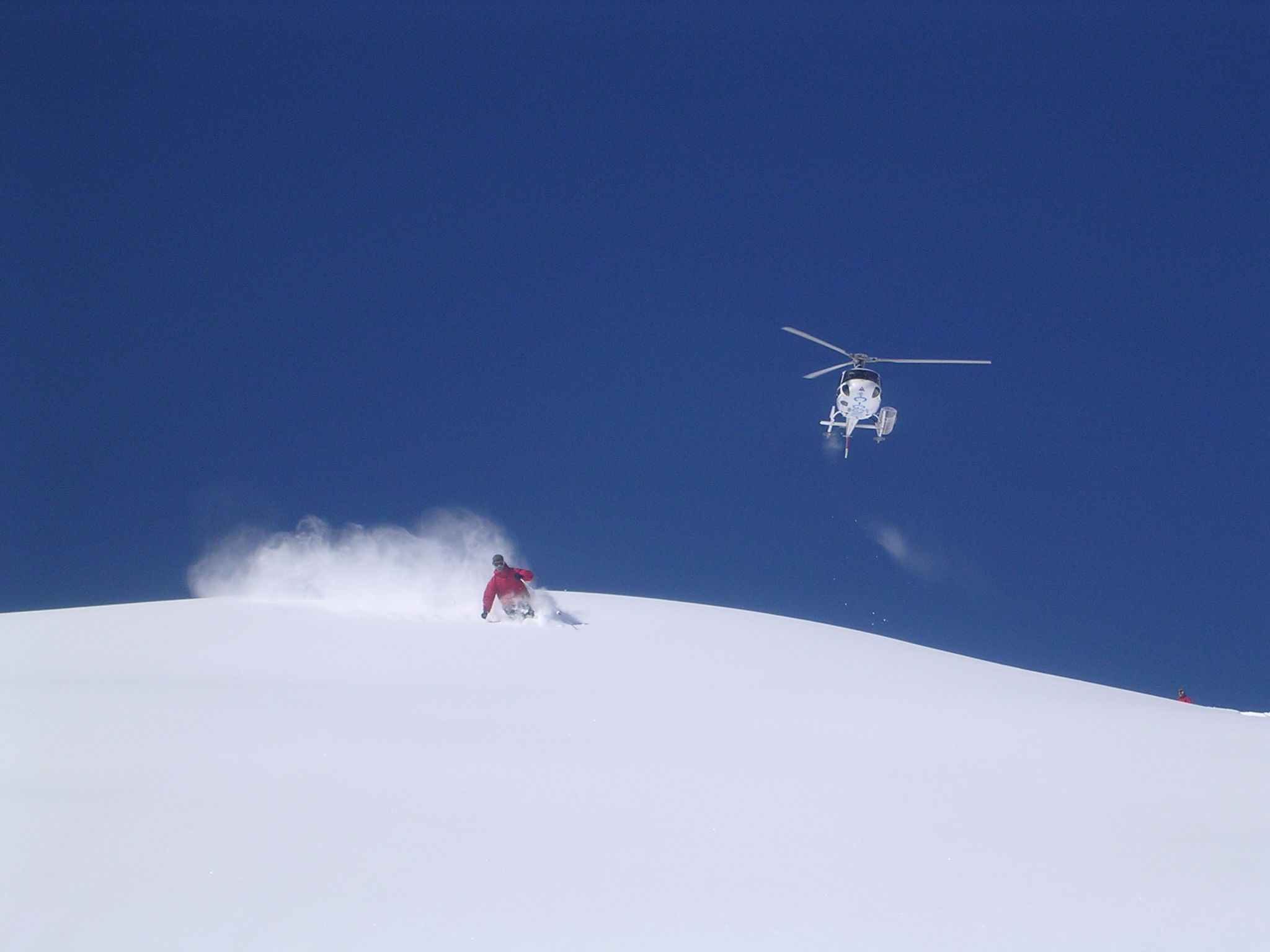
Eliscì

L'eliscì (anche eliskì; dal francese héliski, composto di héli(coptère), "elicottero", e ski, "sci") è la pratica dello sci fuoripista e del freeride servendosi di un elicottero come mezzo di risalita.
L'eliscì è regolamentato e limitato ad aree specifiche in tutta Europa.
Le città note per l'eliscì in Alaska sono Haines, Seldovia, Valdez e Girdwood. In Nuova Zelanda si può usare l'eliscì a Coronet Peak, Treble Cone, Cardrona, Mt Hutt, Mt Lyford, Ohau e Hanmer Springs.

## In Italia
In Italia, in attesa di una normativa nazionale, in materia di eliscì hanno legiferato solo le province autonome di Trento e Bolzano e la regione Valle d'Aosta. Dopo un dibattito più che decennale, a dicembre 2011 è stato siglato un accordo tra Mountain Wilderness e la società delle funivie della Marmolada che vieta l'eliscì su tale montagna.